# TCG Gökçeada (1981)
TCG Gökçeada (F-494) – turecka fregata rakietowa typu Gabya, piąta jednostka z serii. Dawny USS „Mahlon S. Tisdale” (FFG-27).

## Służba w US Navy

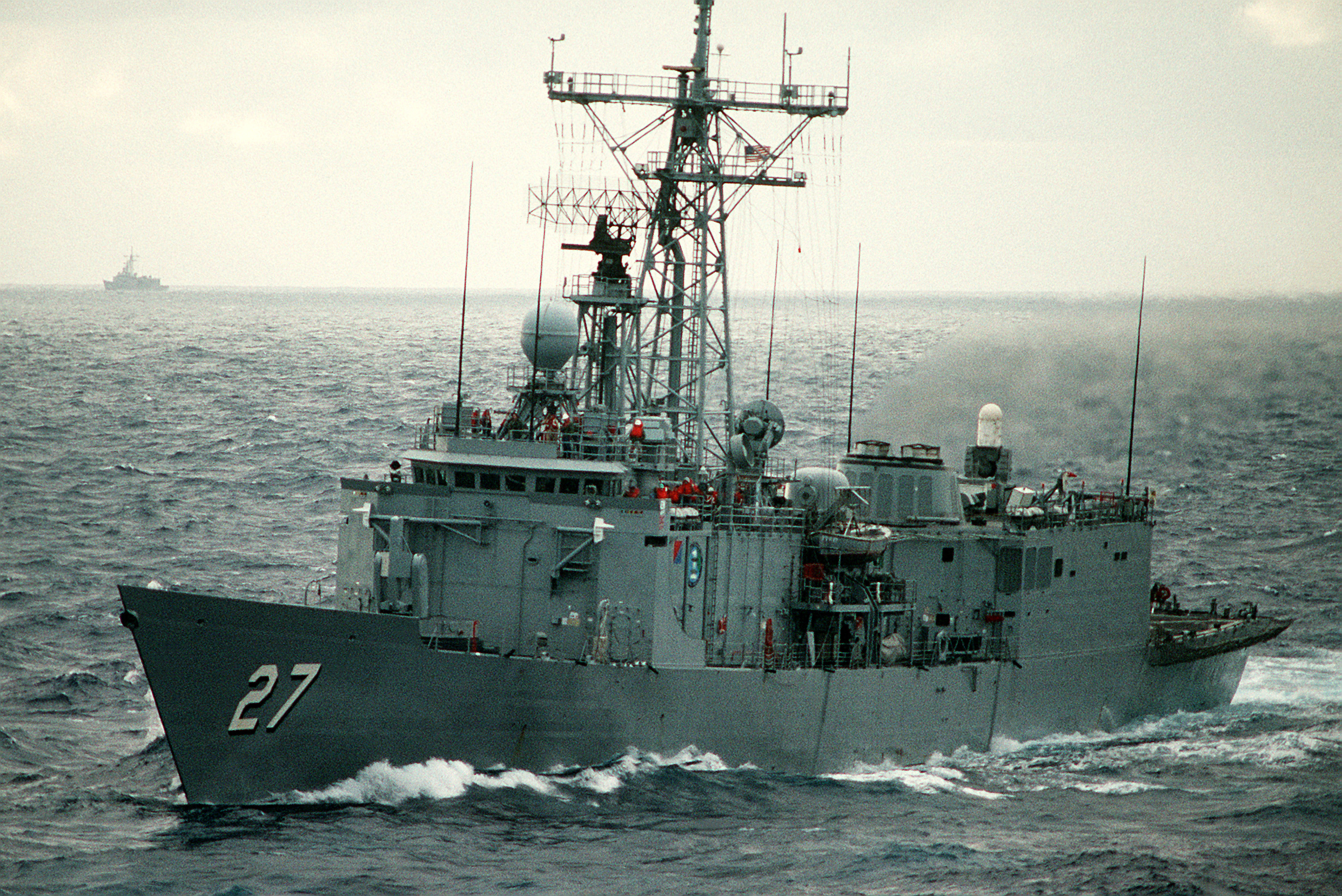
USS „Mahlon S. Tisdale” (FFG-27) podczas manewrów PACEX '89 (1989)

Fregatę zamówiono w stoczni Todd Pacific Shipyards 23 stycznia 1978 roku jako jedną z fregat rakietowych typu Oliver Hazard Perry. Stępkę położono 19 marca 1980 roku, wodowanie odbyło się 7 lutego 1981, zaś do służby w US Navy okręt wcielony został 27 listopada 1982 jako USS „Mahlon S. Tisdale” (FFG-27). Jednostkę wycofano 27 września 1996 roku, natomiast w 1999 została ona przekazana stronie tureckiej.

## Służba w Tureckiej Marynarce Wojennej
Jednostka ta była ostatnią z dwóch okrętów Oliver Hazard Perry które przekazano Türk Deniz Kuvvetleri w 1999 roku. Tym samym okręt dołączył do trzech ex-amerykańskich jednostek, które przekazano Türk Deniz Kuvvetleri w sierpniu 1997 roku na zasadach programu EDA (Excess Defense Articles). Strona turecka musiała jedynie ponieść koszty związane z doprowadzeniem fregat do stanu użyteczności, zainstalowaniem uzbrojenia, przeszkoleniem załogi, dokumentacji technicznej, zapasu części zamiennych oraz amunicji. TCG „Gökçeada”, dawny USS „Mahlon S. Tisdale” (FFG-27), wcielony został do służby 27 września 1999.
Fregata przeszła program modernizacji, który obejmował doposażenie okrętu w turecki cyfrowy system zarządzania walką o nazwie GENESIS (Gemi Entegre Savaş İdare Sistemi). System został zaprojektowany i wdrożony wspólnie przez turecką marynarkę wojenną i HAVELSAN, turecką firmę produkującą sprzęt elektroniczny i oprogramowanie.